# Biserica Celtică

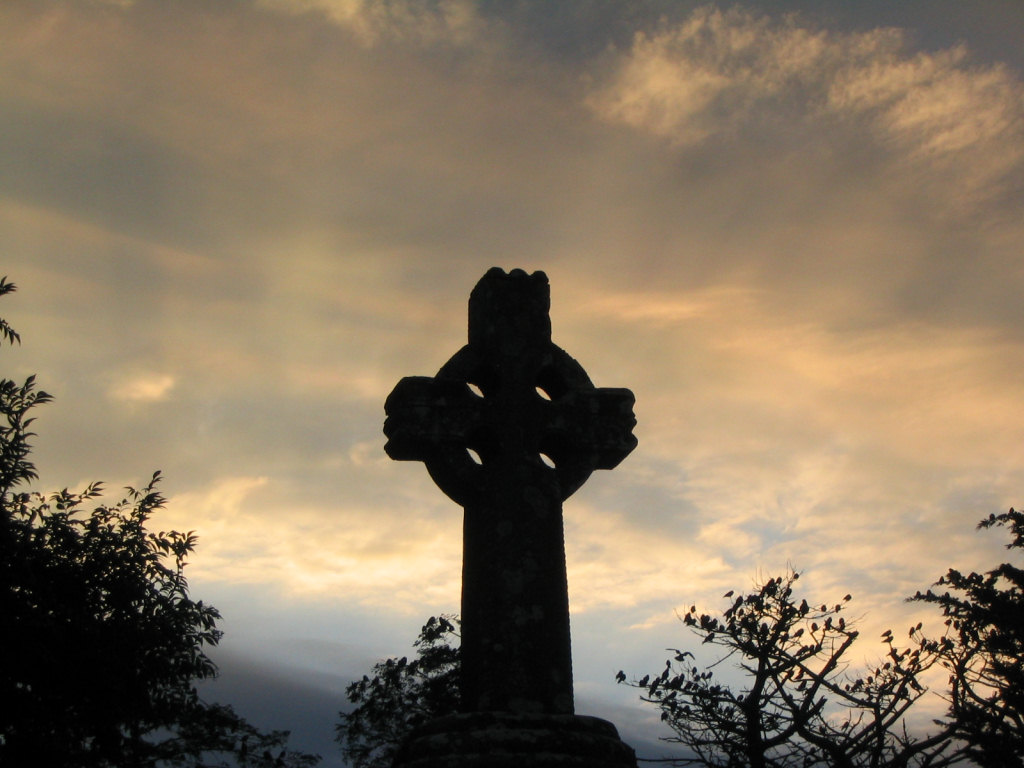
O cruce celtică.

Biserica Celtică a fost o biserică creștin-occidentală, neromană, care s-a dezvoltat în  Anglia, Irlanda, Cornwall, Țara Galilor și Scoția. Biserica Celtică a apărut în urma retragerii romanilor din Britannia. În cele din urmă această biserică a dispărut fiind înlocuită și asimilată de Biserica Romano-Catolică.

## Istorie

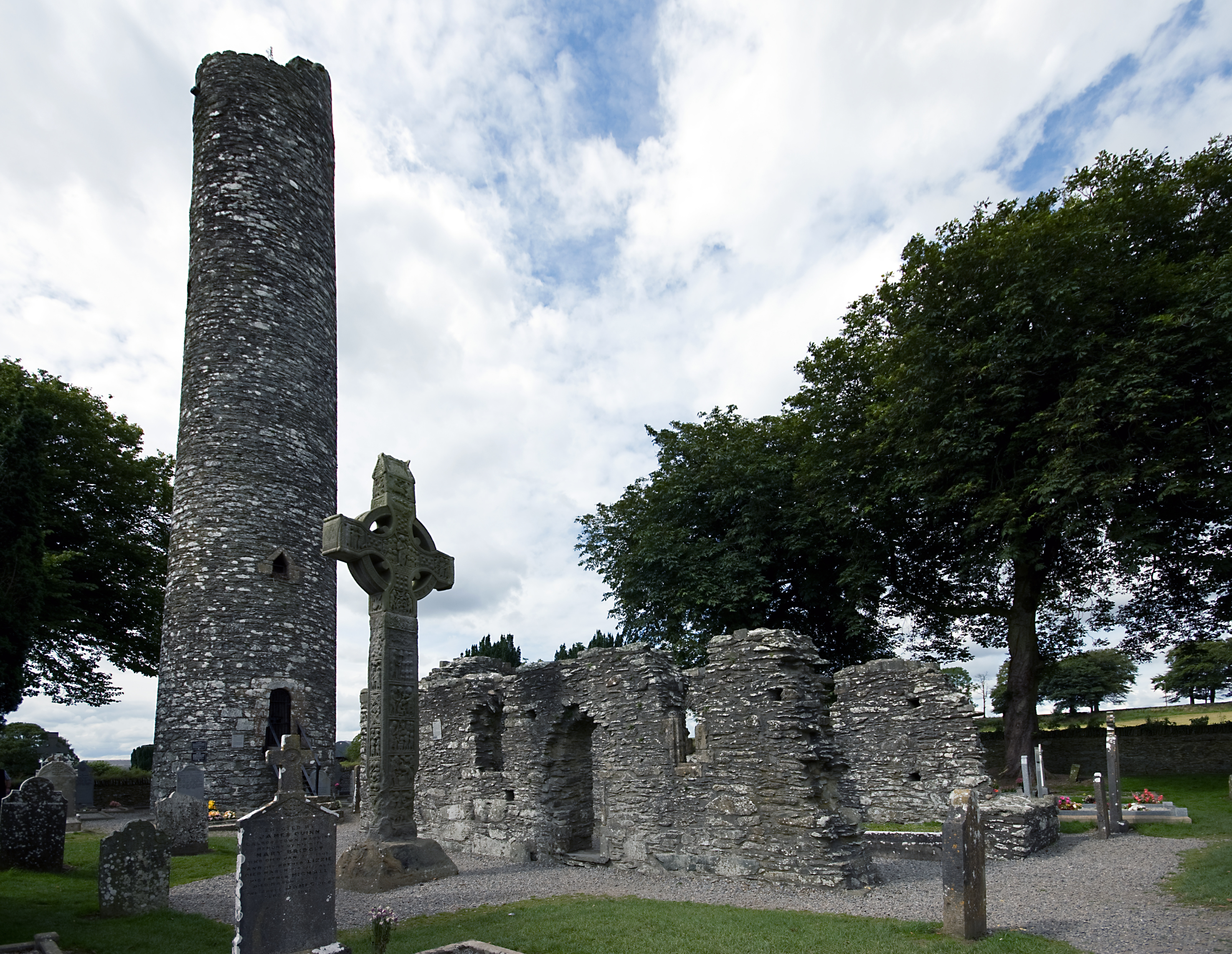
Ruinele unei biserici dintr-un vechi cimitir celtic din Irlanda.

În secolul al III-lea d.Hr., romanii au adus creștinismul în Britannia, provincie în care trăiau britanii, o ramură a celților, care, au adoptat foarte repede creștinismul în timpul procesului de romanizare. În anul 410 d.Hr., împăratul a ordonat retragerea romanilor din provincie pentru a proteja Roma, care era asediată de vizigoți. Astfel, romano-britanii au rămas izolați de restul creștinătății. În acest context, a apărut Biserica Celtică, o biserică creștină independentă de Biserica Latină din Imperiul Roman de Apus.
În anul 446, Vortigen, regele romano-britanilor, a cerut ajutorul saxonilor, un popor germanic din sudul peninsulei Iutlanda, deoarece aveau nevoie de ajutor în războiul cu picții, celții din Scoția. Saxonii, s-au stabilit în sud-estul Britanniei și i-au alungat pe romano-britanii din provincie, pe locul căreia au întemeiat șapte regate anglo-saxone. Britanii au fost nevoiți să plece în Scoția, Țara Galilor și în Irlanda deoarece saxonii erau păgâni și îi persecutau pe creștini. Odată cu retragerea romano-britanilor și tânăra Biserică Celtică și-a pierdut influența acolo.
Misionarii romano-britanii, ajunși în Irlanda, cel mai cunoscut fiind Sfântului Patriciu, i-au convertit și pe celții de acolo la creștinism, la fel cum au făcut și cu cei din Scoția, Cornwall și Țara Galilor. 
Biserica Celtică a câștigat foarte mulți adepți în aceste regiuni, mai ales în Irlanda, putând să se dezvolte cu adevărat. Această biserică era una monastică, deoarece avea foarte puțini preoți și mulți călugări și mănăstiri, unde se scriau de mână diferite texte sfinte. Din secolul al VI-lea, călugării irlandezi, au început să urmeze regula Sfântului Columban, o regulă mult mai strictă decât cea a Sfântului Benedict. Conform datelor istorice, Biserica Celtică a fost cea ce a inventat monahismul în Europa Occidentală. De asemenea, călugări irlandezi au fost printre cei mai celebri misionari apuseni. Spre deosebire de Biserica Romano-Catolică, cea Celtică nu avea o organizare administrativă formată din episcopi, și nici nu recunoștea autoritatea papalității.  
În anul 597, Papa Grigore cel Mare îl trimite pe Sfântul Augustin în Britannia pentru a-i converti pe anglo-saxoni la creștinism. Curând, Biserica Engleză, ce era supusă Romei, a intrat în conflict cu cea Celtică. Mare parte din conflicte ce țineau de data Paștelui și de tunsura tradițională a clerului au fost rezolvate în urma Sinodului de la Whitby, din anul 664.
Încetul, cu încetul, Biserica Celtică a pierdut tot mai mult teren în favoarea catolicismului, rămânând doar cu câteva parohii majore în Irlanda. În cele din urmă, în anul 1171, la un an după ce englezii au cucerit Irlanda, a avut loc Sinodul de la Cashel, la care a participat regele Henric al II-lea, și în urma căruia s-a luat hotărârea ca Biserica Celtică să se unească din nou cu Biserica Romano-Catolică, iar liturghia să nu se mai țină în limba galică, ci în limba latină.